# Mohammed Ali al-Bishi
Mohamed Ali al-Bishi (né le 3 février 1989) est un athlète saoudien, spécialiste du 400 m.
Il devient champion d'Asie à Pune en 2013 grâce au relais 4 x 400 m.
Son meilleur temps est de 46 s 71 en 2013.